# کیلا ویلیامز (ژیمناست)
کیلا ویلیامز (ژیمناست) (به انگلیسی: Kayla Williams (gymnast)) ژیمناست زادهٔ ۸ مهٔ ۱۹۹۳ میلادی اهل کشور ایالات متحده آمریکا است.